# Гауранг I
Абдул-Рахман Гауранг I (бл. д/н — 1806) — 16-й мбанго (володар) і султан Багірмі в 1785—1806 роках. Відомий такожя к Абд ар-Рахман II.

## Життєпис
Походив з династії Кенга. Син мбанго і султана Мухаммада аль-Аміна. 1785 року спадкував трон після смерті останнього посів трон. В цей час держава перебувала на найбільшому політичному та економічному піднесенні.
Гауранг I більше уваги приділяв внутрішнім справам. По первах приборкав численні заколоти на півдні. Потім все більше доручав управління родичам. Є свідчення, що сам одружився з власною сестрою Тамар. Таке слабке керування відбилося на ослабленні держави. Ахмад, маї Борну, надав йому почесний титул халіфи (намісника) Шарі.
Більше уваги приділяв розвитку работоргівлі, що приносило чималі статки до скарбниці. До 1800 року було створено ринки рабів в Масеньї та Фашері. Активно відправлялися раби до Борну, Вадаї та Сеннару. Почався експорт євнухів до Єгипту. підтримував походи людоловів до долини річок Шарі на півдні та Логоне на сході.
1805 року відбувся конфлікт з Абд аль-Каримом Сабуном, колаком Вадаю, що оголосив про самостійність від Багірмі. У військовій кампанії Гауранг I зазнав поразки. 1806 року його столицю Масенью було захоплено та сплюндровано ворожим військом. Самого мбанго було страчено, а його родини та 20 тис. рабів виведено до Вадаю. Сабун поставив мбанго Багірмі молодого сина Гауранга I — Буркоманду III, який визнав зверхність Вадаю.